# Massacro di Isla Vista
Il massacro di Isla Vista è stata una strage avvenuta a Isla Vista, nella contea di Santa Barbara, in California. La sera di venerdì 23 maggio 2014, Elliot Rodger, di ventidue anni, uccise sei persone e ne ferì altre quattordici con colpi di arma da fuoco, accoltellamenti e speronamenti con auto vicino al campus dell'Università della California a Santa Barbara, prima di spararsi mortalmente.

## L'attentatore
Elliot Oliver Robertson Rodger nacque a Londra e si trasferì negli Stati Uniti con i suoi genitori all'età di cinque anni. Crebbe a Los Angeles. Suo padre era il regista britannico Peter Rodger e suo nonno paterno il fotoreporter George Rodger. Sua madre era un'infermiera cinese-malese che ha lavorato come operatrice di primo soccorso e assistente di ricerca in diverse importanti produzioni cinematografiche. Successivamente, Peter si risposò con Soumaya Akaaboune, un'attrice marocchina con la quale Elliot aveva una relazione tesa. Aveva una sorella e un fratellastro minori.
Rodger frequentò la Crespi Carmelite High School, una scuola cattolica maschile a Encino, e poi la Taft High School a Woodland Hills, a cui andò solo per una settimana a causa di gravi episodi di bullismo. Frequentò infine la Independence Continuation High School a Lake Balboa, dove si diplomò nel 2009. Rodger si iscrisse per un breve periodo al Los Angeles Pierce College e al Moorpark College prima di trasferirsi al Santa Barbara City College nel 2011. Successivamente, risedette a Isla Vista. Dopo il massacro, la scuola dichiarò che Rodger non aveva frequentato alcuna lezione dal 2012.

### Salute mentale e problemi sociali
Secondo l'avvocato della sua famiglia e un amico di famiglia, Rodger aveva visto diversi terapisti da quando aveva otto anni, ma l'avvocato disse che non gli era mai stata formalmente diagnosticata una malattia mentale. Gli è stato diagnosticato un disturbo pervasivo dello sviluppo non altrimenti specificato, un disturbo dello spettro autistico, nel 2007.
Al nono anno di scuola, Rodger era "sempre più vittima di bullismo" e in seguito scrisse che "piangeva da solo a scuola ogni giorno"; in questo periodo sviluppò una dipendenza dal gioco online World of Warcraft, che dominò la sua vita per gran parte della sua adolescenza, e per un breve periodo fino ai vent'anni. Alla Crespi Carmelite High fu vittima di bullismo; in un incidente specifico, la sua testa venne fissata con del nastro adesivo a una scrivania mentre dormiva. Secondo Rodger, nel 2012, venne abbandonato senza alcuna ragione da quello che considerava l'unico suo amico in tutto il mondo. Rodger aveva un account YouTube e un blog intitolato "Blog ufficiale di Elliot Rodger", attraverso il quale esprimeva la sua solitudine e senso di rifiuto. Scrisse che avrebbe dovuto assumere del risperidone ma si rifiutava di prenderlo, affermando: "Dopo aver fatto ricerche su questo farmaco, ho scoperto che era assolutamente sbagliato da prendere per me".
Dopo aver compiuto diciotto anni, Rodger iniziò a rifiutare le cure per la sua salute mentale e divenne sempre più isolato. Disse di non essere in grado di fare amicizia, anche se i suoi conoscenti sostennero che era lui a respingere i loro tentativi di essere amichevoli. Un amico di famiglia, Launer, disse di aver consigliato a Rodger di provare ad avvicinarsi alle donne, ma che Rodger non lo ascoltò. Launer commentò anche che, quando incontrò Rodger quando aveva otto o nove anni, "ho potuto vedere allora che c'era qualcosa che non andava in lui... ripensandoci ora, mi colpisce come apparisse distrutto dal momento del concepimento".

### Incidenti precedenti
Rodger afferma nel suo manifesto che nel 2011 lanciò del caffè ad una coppia di fidanzati di cui era geloso. Affermò inoltre di aver spruzzato del caffè anche su due ragazze perché non gli avevano sorriso. Nel 2012 Rodger utilizzò un Super Soaker riempito di succo d'arancia per spruzzare un gruppo che giocava a palla al Girsh Park.
Riferendosi a un incidente avvenuto nel luglio 2013, Rodger raccontò di come avesse intenzione di perdere la verginità ad una festa, ubriacandosi, ma arrivato lì fu terrorizzato dall’idea di approcciarsi ad una donna e quindi provò, senza riuscirci, a spingere delle ragazze da un balcone; altri ragazzi quando se ne accorsero lo buttarono a terra, ferendolo alla caviglia. Quando tornò sul posto per prendere gli occhiali da sole, venne nuovamente deriso e picchiato. Un vicino vide Rodger tornare a casa piangendo e intento a giurare di uccidere i ragazzi coinvolti e poi se stesso. Rodger scrisse nel suo manifesto che l'incidente fu il fattore scatenante finale per la sua pianificazione dell'attacco.
Nel gennaio 2014, Rodger accusò Cheng Yuan Hong, uno dei suoi coinquilini, di aver rubato alcune candele; Hong ammise di aver commesso piccoli furti. Il 30 aprile, i genitori di Rodger contattarono la polizia dopo essersi allarmati per il suo comportamento e per i video di YouTube. Gli agenti dello sceriffo visitarono Rodger e stabilirono che non soddisfaceva i criteri per essere ricoverato per disturbi mentali contro la sua volontà; Rodger minimizzò la situazione dicendo loro di aver avuto un "malinteso" con i suoi genitori.

### Manifesto e post online
Rodger inviò via e-mail un suo "manifesto" di 107.000 parole, My Twisted World: The Story of Elliot Rodger (Il mio mondo contorto: La storia di Elliot Rodger), a trentaquattro persone, inclusi i suoi genitori e altri familiari, ex insegnanti, amici d'infanzia, e il suo terapista Charles Sophy. In esso, dice che inizialmente aveva cercato di effettuare un attacco ad Halloween nel 2013, ma che aveva cambiato idea per la presenza di troppi poliziotti.

Nel suo ultimo video su YouTube, Elliot Rodger's Retribution, Rodger si lamenta di essere rifiutato dalle donne e di invidiare gli uomini sessualmente attivi, e descrive il suo attacco pianificato e le motivazioni al di dietro. Nel video, dice:
Nel suo manifesto, Rodger ha scritto che essere di razza mista lo rendeva "diverso dai normali ragazzi completamente bianchi ". In un forum online, ha affermato di essere contrario agli appuntamenti interrazziali e di aver pubblicato diversi post razzisti riguardanti gli afroamericani, gli asiatici del sud e dell'Asia orientale, affermando che vedere uomini di questi gruppi etnici socializzare con donne bianche "ti fa desiderare di mollare la vita". In un post online, Rodger ha scritto:
Nel suo manifesto, Rodger ha scritto un commento razzista nei confronti di un altro ragazzo e ha delineato parte del piano che poi avrebbe messo in atto:
Come "seconda parte" del suo piano, Rodger intendeva indire una "guerra alle donne":
Rodger ha dichiarato che, nel suo "mondo ideale", farebbe recludere tutte le donne in campi di concentramento, facendone morire la stramaggioranza di fame e assistendo "con gioia" alla loro dipartita osservandole da una torre costruita appositamente solo per lui. Desiderava un mondo "puro" dove la mente dell'uomo si sarebbe potuta sviluppare a livelli più alti che mai, in cui le generazioni future avrebbero vissuto la loro vita senza doversi preoccupare della barbarie del sesso e delle donne", così da espandere la propria intelligenza e far avanzare la razza umana verso uno stato di civiltà perfetta. Inoltre, Rodger intendeva con certezza uccidere la matrigna e il fratellastro, esprimendo invece impreparazione all'idea di uccidere il padre.

### Preparazione del massacro
Nel settembre 2012, Rodger visitò un poligono di tiro per esercitarsi a sparare con le pistole. A novembre acquistò la sua prima pistola, una Glock 34, a Goleta, scegliendola come "un'arma efficiente e di grande precisione". All'inizio del 2013, Rodger acquistò altre due pistole, entrambe SIG Sauer P226, scrivendo che erano "di qualità molto superiore alla Glock" e "molto più efficienti". Acquistò le armi legalmente a Oxnard e Burbank, in California.
Rodger affermò di aver risparmiato almeno 6.000 dollari per acquistare armi e rifornimenti per gli attacchi. Degli esperti di diritto sulle armi in California hanno affermato che non c'era nulla nella storia conosciuta di Rodger che gli impedisse di acquistare legalmente armi da fuoco.
Per quanto riguarda il manifesto, il padre di Rodger, Peter, era consapevole che lo avesse scritto prima della sparatoria, pur non essendo a conoscenza del suo argomento. Durante un'escursione prima della sparatoria, Peter pregò il figlio di farglielo leggere, ma Elliot rifiutò, affermando che glielo avrebbe mandato presto. La madre di Rodger, Li Chin, disse alle autorità che Elliot le aveva detto che il suo ultimo giorno di scuola sarebbe stato il 23 maggio 2014 e che avrebbe sostenuto un test alla SBCC. Elliot disse alla madre che l'avrebbe chiamata quando avrebbe finito il test, ma, quando lei ha provato a chiamarlo, lui non ha risposto. Gli ha anche mandato un messaggio, senza ricevere risposta.

## Gli attacchi
La sera di venerdì 23 maggio 2014, nel suo appartamento in Seville Road, Rodger uccise tre uomini - Weihan Wand, Chen Hong e George Chen -, apparentemente uno alla volta mano a mano che arrivarono, in base alle macchie di sangue trovate nel corridoio dell'edificio. Gli assassinii furono compiuti mediante pugnalate; l'ultimo, Chen, fu accoltellato per novantaquattro volte. Alcuni asciugamani insanguinati trovati in bagno suggeriscono che Rodger avesse cercato di pulire il corridoio. Due delle vittime erano coinquilini di Rodger, secondo il contratto di locazione dell'appartamento.
Dopo aver commesso tali omicidi, Rodger andò a prendere un caffè in un bar. Intorno alle 20:30, fu visto lavorare al suo laptop nella sua auto nel parcheggio del condominio. Caricò il suo video Retribution alle 21:17 e inviò l'e-mail contenente il suo manifesto alle 21:18. Dopo aver ricevuto la sua mail, il terapista di Rodger telefonò a sua madre, che a sua volta contattò il padre di Rodger nel trovare il video del figlio su YouTube. Entrambi i genitori, separatamente, lasciarono Los Angeles per dirigersi a Santa Barbara, telefonando nel mentre alla polizia di Isla Vista.
Rodger si recò alla casa della confraternita Alpha Phi all'Embarcadero del Norte e Segovia Road vicino all'UCSB, dove bussò alla porta principale per alcuni minuti. Dal momento che nessuno rispose, iniziò a sparare alle persone nelle vicinanze, uccidendo due donne e ferendone una terza. Poi Rodger si rimise alla guida, sparò contro un bar vuoto a Pardall Road e più volte contro un negozio di specialità gastronomiche; un uomo venne colpito sette volte e ucciso.
Rodger guidò verso sud sull'Embarcadero del Norte sulla corsia opposta della strada, investendo un pedone e sparando a due persone sul marciapiede, mancandole. Sparò a una coppia che usciva da una pizzeria e a una ciclista. Poi guidò a sud su El Embarcadero e sparò a una donna, mancandola, svoltò a est su Del Playa Drive e fece un'inversione per andare a ovest. ll vice sceriffo intervenne dopo essere stato avvisato tramite una segnalazione telefonica ed ebbe con Rodger uno scontro a fuoco, ma Rodger riuscì a fuggire, colpendo due pedoni.
Svoltando a nord sul Camino del Sur, Rodger sparò e ferì tre persone in Sabado Tarde Street, oltre che investire uno skateboarder e due ciclisti con la sua auto. Svoltando a est su Sabado Tarde, investì un altro skateboarder e sparò ad altri due uomini all'incrocio con Camino Pescadero. A Savado Tarde, vicino a Little Acorn Park, Rodger ebbe uno scontro a fuoco con tre vice dello sceriffo e venne colpito al fianco. Inseguito dalla polizia, svoltò una seconda volta a sud su El Embarcadero, poi di nuovo a ovest su Del Playa. Investì un altro ciclista, poi si schiantò sul marciapiede nord appena ad est dell'incrocio tra Del Playa e Camino Pescadero.
Alle 9:35, la polizia rinvenne il cadavere di Rodger all'interno della sua macchina, dopo che si era sparato alla testa. Nell'auto c'erano tre pistole, coltelli, sei caricatori vuoti da dieci colpi e 548 colpi di munizioni non utilizzate.

## Le vittime
Tutte e sei le vittime dell'omicidio erano studenti dell'UCSB. Gli uomini uccisi nell'appartamento di Rodger erano George Chen (in cinese: 陳喬治; pinyin: Chén Qiáozhì), di diciannove anni; Chengyuan "James" Hong (cinese:洪晟元; pinyin: Hóng Chéngyuán ) e Weihan "David" Wang (cinese:王偉漢; pinyin: Wáng Wěihàn), entrambi di vent'anni. I tre uccisi dall'arma da fuoco erano Katherine Breann Cooper, di ventidue anni; Christopher Ross Michaels-Martinez, di vent'anni; e Veronika Elizabeth Weiss, di diciannove anni. Cooper e Weiss erano le donne uccise fuori dalla residenza della confraternita Alpha Phi, mentre Michaels-Martinez era la vittima all'interno dell'Isla Vista Deli Mart.
Altre quattordici persone sono rimaste ferite; sette per ferite da arma da fuoco e sette per trauma contusivo subito nell'essere investiti dal veicolo di Rodger. Undici dei feriti sono stati portati in ospedale, nessuno di loro in pericolo di vita.

## Conseguenze
Studenti e membri della comunità si riunirono al Parco Anisq'Oyo a Isla Vista la sera del 24 maggio per un memoriale a lume di candela per commemorare le vittime del massacro. 20.000 persone parteciparono a una cerimonia commemorativa all'Harder Stadium dell'UCSB il 27 maggio. Il 23 maggio 2015, primo anniversario degli attacchi, centinaia di persone si sono riunite all'UCSB per una veglia a lume di candela per commemorare le sei vittime. La madre di George Chen ha tenuto un discorso all'evento.
Dopo gli attacchi, alcuni utenti su Twitter utilizzarono l'hashtag #NotAllMen per esprimere che non tutti gli uomini sono misogini e non tutti gli uomini commettono omicidi. L'uso dell'hashtag venne criticato in quanto distoglieva l'attenzione dalla questione della violenza sulle donne; in risposta, le utenti @anniecardi e @gildedspine crearono l'hashtag #YesAllWomen il 24 maggio per esprimere il fatto che tutte le donne sperimentano misoginia e sessismo.

## Reazioni

### Controllo delle armi e salute mentale
Gli attacchi rinnovarono le richieste di controllo delle armi e miglioramenti nel sistema sanitario americano. La senatrice della California Dianne Feinstein accusò la "morsa mortale" della National Rifle Association sulle leggi sulle armi per l'attacco, esprimendo pubblicamente vergogna al Congresso per non aver fatto nulla al riguardo. Timothy F. Murphy, un rappresentante della Pennsylvania e uno psicologo clinico, disse che la sua revisione bipartisan della salute mentale sarebbe una soluzione ed esortò il Congresso ad approvarla.
Richard Martinez, padre della vittima Christopher Michaels-Martinez, tenne un discorso in cui attribuì la colpa degli attacchi a politici "vili e irresponsabili" e alla National Rifle Association. Martinez in seguito esortò il pubblico a unirsi a lui nel "chiedere un'azione immediata" ai membri del Congresso riguardo al controllo delle armi. Empatizzò anche con i genitori di Rodger.
Doris A. Fuller, direttrice esecutiva del Treatment Advocacy Center, affermò che la legge della California consente valutazioni psichiatriche di emergenza per individui potenzialmente pericolosi attraverso disposizioni, ma tali azioni non sono mai state consentite durante le indagini iniziali della polizia su Rodger.
Alcuni legislatori della California chiesero un'indagine sul contatto dei deputati con Rodger il 30 aprile, momento in cui il database delle proprietà di armi della California riportò il fatto che Rodger aveva acquistato almeno due pistole. Gli agenti non controllarono il database, né videro i video di YouTube che avevano spinto i genitori di Rodger a contattarli. Nel settembre 2014, i legislatori dello stato della California approvarono una legge bandiera rossa per consentire ai giudici di sequestrare armi a persone che rappresentano un pericolo per se stesse o per gli altri. Successivamente è stata convertita in legge dal governatore Jerry Brown.

### Misoginia
L'attacco ha scatenato una discussione su questioni più ampie di violenza contro le donne e misoginia. Rodger frequentava forum online come PUAHate e ForeverAlone, dove lui e altri uomini pubblicavano dichiarazioni misogine e si descrivevano online come "incel", una sottocultura online basata sulla percepita incapacità dei suoi membri di trovare un partner romantico o sessuale. Rodger scrisse che, dopo aver acquistato la sua prima pistola "Sentivo un nuovo senso di potere. Ora ero armato. 'Chi è il maschio alfa adesso, stronze?' mi sono detto, ripensando a tutte le ragazze che mi hanno disprezzato in passato." Descrisse anche il suo piano per invadere una confraternita, scrivendo: "Macellerò ogni singola troia bionda viziata, presuntuosa che vedo lì dentro. Tutte quelle ragazze che ho sempre desiderato così tanto. Tutte mi rifiutavano e mi consideravano un uomo inferiore." Secondo il Centro internazionale per l'antiterrorismo dell'Aia, questi attacchi sono classificabili come un atto di terrorismo misogino.
La scrittrice Mary Williams si oppose al fatto che Rodger venisse etichettato come il "vergine assassino", affermando che ciò implica che "una possibile causa dell'aggressività maschile è la mancanza di acquiescenza sessuale femminile". Amanda Hess, scrivendo per Slate, sostenne che sebbene Rodger avesse ucciso più uomini che donne, le sue motivazioni erano misogine perché la ragione per cui odiava gli uomini che attaccava era che pensava avessero rubato le donne a cui si sentiva autorizzato. Scrivendo per Reason, Cathy Young ribatté con "questo sembra un buon esempio di come estendere il concetto fino a renderlo privo di significato- o trasformarlo in un dogma quasi religioso infalsificabile", sostenendo che Rodger aveva scritto anche molti messaggi di odio su altri uomini.
In Down Girl: The Logic of Misogyny, l'accademica femminista Kate Manne analizzò le numerose argomentazioni presentate da Young, Mac Donald e altri commentatori dei media secondo cui Rodger non avrebbe potuto essere un misogino perché (tra le altre ragioni) era sessualmente attratto dalle donne, la sua retorica piena di odio era in definitiva il risultato di una malattia mentale, Rodger amava sua madre e quindi non mostrava un odio psicologico verso tutte le donne, e ha ucciso più uomini che donne. Tutto ciò in contrasto con una definizione ristretta di misoginia che richiede un odio generalizzato nei confronti delle donne con poche (o nessuna) eccezione, similmente all'antisemitismo della Germania nazista. Manne sostenne che in pratica i misogini tendono a prendere di mira selettivamente le donne sulla base di violazioni reali o immaginarie delle norme patriarcali, e che una concezione eccessivamente ristretta della misoginia "minaccia di privare le donne di un nome adatto per un problema potenzialmente potente che devono affrontare".
In alcune comunità incel, è la norma che i post esaltino la violenza da parte di utenti autoidentificati. Rodger è il personaggio citato più frequentemente, con gli utenti incel che spesso si riferiscono a lui come al loro "santo" e condividono meme in cui il suo volto è stato sovrapposto a dipinti di icone cristiane. Alcuni incel lo considerano il vero progenitore delle odierne comunità incel online, ed è comune vedere riferimenti a "ER" nei forum incel e la violenza di massa da parte degli utenti viene regolarmente definita "going ER". Rodger è stato menzionato dagli autori o dai presunti autori di molti altri omicidi di massa, come Alek Minassian, responsabile del massacro di undici persone e del ferimento di quindici a Toronto, il quale pubblicò su Facebook prima degli omicidi: "Fanteria Minassiana privata (reclutata) 00010, desidero parlare con il sergente 4chan, per favore. C23249161. La ribellione degli Incel è già iniziata! Rovesceremo tutti i Chad e le Stacy! Salutiamo tutti il Supremo Gentiluomo Elliot Rodger!".

### Polemica sulla pubblicazione dei video e del manifesto di Rodger
Diverse reti di informazione hanno limitato l'uso del video "Retribution" pubblicato da Rodger per paura di innescare crimini di imitazione. Il New Statesman ha ipotizzato che il manifesto possa influenzare una "nuova generazione di celibi involontari".
Il co-fondatore di Genius.com Mahbod Moghadam si è dimesso dopo aver ricevuto un'attenzione negativa da parte dei media aggiungendo annotazioni su Genius.com al manifesto scritto da Rodger, che ha descritto come "scritto magnificamente". La CNN ha descritto le annotazioni di Moghadam come "insipide e inquietanti", mentre il CEO di Genius.com Tom Lehman ha affermato in una dichiarazione che "sono andate oltre fino a diventare gioiosa insensibilità e misoginia".